# معهد الولايات المتحدة للسلام
معهد الولايات المتحدة للسلام (بالإنجليزية: United States Institute of Peace) هي مؤسسة أسسها الكونغرس الأمريكي في 1984 ويقع مقرها في واشنطن العاصمة، وأسست بهدف منع وحل النزاعات الدولية عنيفة، وتعزيز الاستقرار بعد الصراع والتحولات الديمقراطية وتوطيد السلام.

## عن المعهد
معهد الولايات المتحدة للسلام هو معهد وطني غير حزبي ومستقل يقع مقره في العاصمة واشنطن أسسه الكونغرس عام 1984 بغرض منع وحل النزاع الدولي العنيف، تعزيز الاستقرار والتنمية بعد انتهاء النزاع وتعزيز القدرة على بناء السلام.
يعمل المعهد مع شركاء محليين لمنع وتخفيف وحل النزاعات العنيفة خارج الولايات المتحدة عن طريق الانخراط الميداني المباشر وتوفير التحليل والتعليم والموارد للأطراف العاملة في مجال بناء السلام.
يقود معهد الولايات المتحدة للسلام مجلس إدارة متكون من عدد متساوٍ من المديرين الجمهوريين والديمقراطيين الذين يتم تعيينهم من قبل رئيس الولايات المتحدة والموافقة عليهم من قبل مجلس الشيوخ. نانسي ليندبورغ هي الرئيسة الحالية للمعهد وقد شغلت هذا الدور منذ سنة.

### مناطق العمل
يعمل معهد الولايات المتحدة للسلام ميدانيا بما ذلك بعض الأماكن الأكثر خطورة في العالم من اجل توفير التدريب والتوجيه والموارد والتحليلات للعاملين على منع نشوب العنف أو الحد منه.  ينشط المعهد في 51 دولة  بما فيها  أفغانستان والعراق.

### مهمة المعهد
يعمل المعهد على مستوى المجتمع ومع الحكومات الوطنية والإقليمية و يتعاون مع شركاء من جميع أنحاء العالم للبحث لدعم الاستراتيجيات الحديثة لمنع وتخفيف وحل النزاعات العنيفة. كما يجمع بين فئات متنوعة لتبادل المعرفة والأفكار اللازمة لتطوير حلول لمجابهة تحديات السلام والأمن الأكثر إلحاحًا.

## الميزانية
يُموَّل معهد الولايات المتحدة للسلام سنويًا من قبل الكونغرس. في بعض الأحيان، يتلقى المعهد تمويلات من الوكالات الحكومية، مثل وزارة الخارجية والوكالة الأمريكية للتنمية الدولية ووزارة الدفاع.
بموجب القانون، يحظر معهد الولايات المتحدة للسلام من تلقي الهدايا والمساهمات الخاصة لدعم البرامج والأنشطة.

## وصلات خارجية
- الموقع الرسمي نسخة محفوظة 18 ديسمبر 1996 على موقع واي باك مشين.

(بالإنجليزية)